# Quamquam Pluries
 Quamquam Pluries  è un'enciclica di papa Leone XIII, datata 15 agosto 1889, relativa alla recita del Rosario e alla devozione a San Giuseppe, in preparazione al mese di ottobre.
« Avvicinandosi il mese di ottobre, che in passato abbiamo già decretato sacro alla Vergine Maria del Rosario, vi esortiamo calorosamente a che quest'anno tutto il mese suddetto venga celebrato con la maggior devozione, pietà e partecipazione possibili ».
« Riteniamo che sia sommamente conveniente che il popolo cristiano si abitui a pregare con singolare devozione e animo fiducioso, insieme alla Vergine Madre di Dio, il suo castissimo sposo San Giuseppe: il che abbiamo particolari motivi di credere che debba tornare accetto e caro alla stessa Vergine. La pietà popolare venne aumentando da quando i romani Pontefici, fin dai primi secoli, si impegnarono gradualmente a diffondere maggiormente e per ogni dove il culto di Giuseppe: abbiamo visto che esso è venuto aumentando ovunque in questi ultimi tempi, soprattutto da quando Pio IX, Nostro antecessore di felice memoria, su richiesta di moltissimi Vescovi, ebbe dichiarato il santissimo Patriarca patrono della Chiesa cattolica. Nondimeno, poiché è di tanto rilievo che il suo culto metta profonde radici nelle istituzioni e nelle abitudini cattoliche, vogliamo che il popolo cristiano anzitutto riceva nuovo impulso dalla Nostra voce e dalla Nostra autorità ».
L'enciclica invita a pregare congiuntamente la Sacra Famiglia di Nazareth, invocando il patrocinio di Giuseppe, padre putativo di Gesù Cristo, sposo casto di Maria Vergine e patrono di tutti i cristiani.